# Euripersia caulicola
Euripersia caulicola är en insektsart som beskrevs av Tereznikova 1979. Euripersia caulicola ingår i släktet Euripersia och familjen ullsköldlöss.
Artens utbredningsområde är Ukraina. Inga underarter finns listade i Catalogue of Life.